# کیک-اس
کیک اس یا اردنگی (به انگلیسی: Kick-Ass) یک فیلم ابرقهرمانی به کارگردانی متیو وان و با تهیه‌کنندگی برد پیت محصول سال ۲۰۱۰ آمریکا است. این فیلم اقتباسی از کتابی کمیک منتشر شده در سال ۱۹۹۹ توسط مارک میلار و جان رومیتا است. این فیلم در ۲۶ مارس ۲۰۱۰ در بریتانیا و در ۱۶ آوریل ۲۰۱۰ در ایالات متحده منتشر شد.
از این فیلم دنباله‌ای با نام کیک-اس ۲ ساخته شد.

## خلاصه داستان
داستان فیلم دربارهٔ دیو لیزسکی نوجوان دبیرستانی است که هیچ قدرتی ندارد اما می‌خواهد که تبدیل به یک ابرقهرمان شود و نام خود را «کیک-اس» (اصطلاحی در انگلیسی به معنی اردنگی) می‌گذارد. دیو (آرون تایلر-جانسون) در حین تلاشش در مخمصه بزرگی بند می‌ماند که همراه با بیگ‌ددی (به انگلیسی: Big Daddy) (نیکلاس کیج) که یک پلیس قدیمی که در تلاش برای نابودسازی دلال مواد مخدر فرانک دامیکو می‌باشد و با دختر ۱۰ ساله او هیت گرل (به انگلیسی: Hit Girl) (کلویی گریس مورتس) که کمک و همیار پدرش است آشنا می‌شود.